# Marcos Rivera (pintor)
Marcos Rivera (c. 1630 - 1704) fue un pintor peruano, considerado el introductor del zurbaranismo en Cuzco a finales del siglo XVII. 
Su primer encargo documentado data de 1660, fecha en la que pinta un apostolado y la imagen de Nuestra señora de la Concepción para el Convento de la Merced de Cuzco. De dicho encargo se conservan las obras relativas a San Juan, San Simón, Santo Tomás, San Judas Tadeo y San Mateo.
En 1666 pintó un San Pedro Nolasco llevado al coro por ángeles, basado en el grabado de Claude Melleán, que se encuentra en la iglesia de la Merced. Más tarde pintó San Francisco contemplando la calavera en el trascoro de la Recoleta del Cusco. También de ese año es la Serie de San Juan Bautista, que se encuentra en la Iglesia de Tinta y está conformada por los siguientes lienzos:
- El Bautista en el desierto
- Predicación del Precursor
- Degollación
- Entierro del Santo
- Apoteosis

En la Catedral de Sucre existe un San Bartolomé atribuido a Pérez Holguín que es en realidad obra de Rivera.[cita requerida] La obra que realizó en la Compañía de Cuzco está perdida en su totalidad. 